# ۲۵۲ (میلادی)
۲۵۲ (میلادی) دویست و پنجاه و دومین سال تقویم میلادی است.

## درگذشتگان
‎